# バート・アレクサンダースバート
バート・アレクサンダースバート (ドイツ語: Bad Alexandersbad) は、バイエルン州ヴンジーデル・イム・フィヒテルゲビルゲ郡に属す町村（以下、本項では便宜上「町」と記述する）で、トレスラウ行政共同体を構成する自治体である。バート・アレクサンダースバートは鉱泉や薬湯で知られている。

## 地理

### 位置
バート・アレクサンダースバートは、オーバーフランケン東部に位置する。

### 自治体の構成
この自治体は、公式には5つの地区 (Ort) からなる。このうち小集落や孤立農場などを除く集落を以下に列記する。
- バート・アレクサンダースバート
- クラインヴェンデルン
- ジッヒャースロイト
- ティーフェンバッハ

## 歴史
かつてのブランデンブルク＝バイロイト辺境伯領（1792年以降はプロイセン王国）の一部として、アレクサンダースバートは、ティルジットの和約により1806年にフランスの管理下に置かれ、1810年のパリ条約により、バイエルン王国領となった。バイエルンの行政改革の時代、1818年の自治体令により現在の自治体ができあがった。

### 人口推移
この自治体の領域の人口は、1970年 968人、1987年 1,238人、2000年 1,337人であった。

## 引用
1. ↑  https://www.statistikdaten.bayern.de/genesis/online?operation=result&code=12411-003r&leerzeilen=false&language=de Genesis-Online-Datenbank des Bayerischen Landesamtes für Statistik Tabelle 12411-003r Fortschreibung des Bevölkerungsstandes: Gemeinden, Stichtag (Einwohnerzahlen auf Grundlage des Zensus 2011)
2. ↑  Bayerische Landesbibliothek Online